# Lightiella serendipita
Lightiella serendipita is een strijkboutkreeftjessoort uit de familie van de Hutchinsoniellidae. De wetenschappelijke naam van de soort is voor het eerst geldig gepubliceerd in 1961 door Jones.